# Aziatisch kampioenschap voetbal 1972
Het Aziatisch kampioenschap voetbal 1972 was de vijfde editie van het Aziatisch kampioenschap voetbal en werd van 7 mei tot 19 mei 1972 in Thailand gehouden. Voor het eerst waren er 6 teams op het toernooi. Iran (titelverdediger) was automatisch geplaatst.

## Kwalificatie

### Groep 1
Alle wedstrijden uit Groep 1 werden in Bangkok, Thailand gespeeld.
De winnaars worden over verschillende groepen verdeeld.
|                                |          |       |                |                   |
| 21 mei 1971 «onderlinge duels» | Thailand | 1 – 1 | Khmerrepubliek | Bangkok, Thailand |
| 21 mei 1971 «onderlinge duels» |          |       |                | Bangkok, Thailand |

Thailand neemt plaats in kwalificatiegroep 1A.
Khmerrepubliek neemt plaats in kwalificatiegroep 1B.
|                                |                                                                                           |       |        |                   |
| 22 mei 1971 «onderlinge duels» | Maleisië                                                                                  | 8 – 0 | Brunei | Bangkok, Thailand |
| 22 mei 1971 «onderlinge duels» | Zulkifli Norbit 12' 28' 80' S. Abdullah 28' (38), 83' Wong Choon Wah 37' Soh Chin Aun 48' |       |        | Bangkok, Thailand |

Brunei neemt plaats in kwalificatiegroep 1A.
Maleisië neemt plaats in kwalificatiegroep 1B.
|                                |                   |       |          |                   |
| 22 mei 1971 «onderlinge duels» | Indonesië         | 2 – 1 | Hongkong | Bangkok, Thailand |
| 22 mei 1971 «onderlinge duels» | Budi Santoso 4' ? |       | ?        | Bangkok, Thailand |

Indonesië neemt plaats in kwalificatiegroep 1A.
Hongkong neemt plaats in kwalificatiegroep 1B.
Groep 1A
| Land      | Wed | W | G | V | DV | DT | Ptn |
| --------- | --- | - | - | - | -- | -- | --- |
| Indonesië | 2   | 2 | 0 | 0 | 10 | 0  | 4   |
| Thailand  | 2   | 1 | 0 | 1 | 10 | 1  | 2   |
| Brunei    | 2   | 0 | 0 | 2 | 0  | 19 | 0   |

|                                |          |        |        |                   |
| 24 mei 1971 «onderlinge duels» | Thailand | 10 – 0 | Brunei | Bangkok, Thailand |
| 24 mei 1971 «onderlinge duels» |          |        |        | Bangkok, Thailand |

|                                |           |       |          |                   |
| 26 mei 1971 «onderlinge duels» | Indonesië | 1 – 0 | Thailand | Bangkok, Thailand |
| 26 mei 1971 «onderlinge duels» |           |       |          | Bangkok, Thailand |

|                                |           |       |        |                   |
| 28 mei 1971 «onderlinge duels» | Indonesië | 9 – 0 | Brunei | Bangkok, Thailand |
| 28 mei 1971 «onderlinge duels» |           |       |        | Bangkok, Thailand |

Groep 1B
| Land           | Wed | W | G | V | DV | DT | Ptn |
| -------------- | --- | - | - | - | -- | -- | --- |
| Maleisië       | 2   | 2 | 0 | 0 | 4  | 2  | 4   |
| Khmerrepubliek | 2   | 1 | 0 | 1 | 3  | 3  | 2   |
| Hongkong       | 2   | 0 | 0 | 2 | 2  | 4  | 0   |

|                                |                |       |          |                   |
| 24 mei 1971 «onderlinge duels» | Khmerrepubliek | 2 – 1 | Hongkong | Bangkok, Thailand |
| 24 mei 1971 «onderlinge duels» |                |       |          | Bangkok, Thailand |

|                                |                                             |       |                   |                   |
| 26 mei 1971 «onderlinge duels» | Maleisië                                    | 2 – 1 | Khmerrepubliek    | Bangkok, Thailand |
| 26 mei 1971 «onderlinge duels» | Wong Choon Wah 12' Shaharuddin Abdullah 75' |       | Sleyman Selim 44' | Bangkok, Thailand |

|                                |                              |       |                    |                   |
| 28 mei 1971 «onderlinge duels» | Maleisië                     | 2 – 1 | Hongkong           | Bangkok, Thailand |
| 28 mei 1971 «onderlinge duels» | Shaharuddin Abdullah 25' 69' |       | Chung Chor Wai 44' | Bangkok, Thailand |

Halve finale
|                                |                |       |           |                   |
| 30 mei 1971 «onderlinge duels» | Khmerrepubliek | 2 – 0 | Indonesië | Bangkok, Thailand |
| 30 mei 1971 «onderlinge duels» |                |       |           | Bangkok, Thailand |

|                                |          |       |          |                   |
| 30 mei 1971 «onderlinge duels» | Thailand | 1 – 0 | Maleisië | Bangkok, Thailand |
| 30 mei 1971 «onderlinge duels» |          |       |          | Bangkok, Thailand |

3de/4de plaats
|                                |          |       |           |                   |
| 1 juni 1971 «onderlinge duels» | Maleisië | 3 – 0 | Indonesië | Bangkok, Thailand |
| 1 juni 1971 «onderlinge duels» |          |       |           | Bangkok, Thailand |

finale
|                                |          |       |                |                   |
| 1 juni 1971 «onderlinge duels» | Thailand | 4 – 2 | Khmerrepubliek | Bangkok, Thailand |
| 1 juni 1971 «onderlinge duels» |          |       |                | Bangkok, Thailand |

Thailand en de Khmerrepubliek gekwalificeerd voor het hoofdtoernooi.

### Groep 2
Ceylon had een vrijstelling en neemt plaats in kwalificatiegroep 2A.
De winnaars worden over verschillende groepen verdeeld.
|                                     |               |       |             |         |
| 10 december 1971 «onderlinge duels» | Irak          | 1 – 1 | Koeweit     | Koeweit |
| 10 december 1971 «onderlinge duels» | –'            |       | Bu Hamad –' | Koeweit |
| 10 december 1971 «onderlinge duels» | Strafschoppen |       |             | Koeweit |
| 10 december 1971 «onderlinge duels» | 3–4           |       |             | Koeweit |

Irak neemt plaats in kwalificatiegroep 2A.
Koeweit neemt plaats in kwalificatiegroep 2B.
|                                     |         |       |         |         |
| 11 december 1971 «onderlinge duels» | Bahrein | 3 – 0 | Libanon | Koeweit |
| 11 december 1971 «onderlinge duels» |         |       |         | Koeweit |

Bahrein neemt plaats in kwalificatiegroep 2A.
Libanon neemt plaats in kwalificatiegroep 2B.
|                                     |       |       |          |         |
| 11 december 1971 «onderlinge duels» | Syrië | 0 – 0 | Jordanië | Koeweit |
| 11 december 1971 «onderlinge duels» |       |       |          | Koeweit |

Jordanië neemt plaats in kwalificatiegroep 2A.
Syrië neemt plaats in kwalificatiegroep 2B.
Groep 2A
| Land     | Wed | W | G | V | DV | DT | Ptn |
| -------- | --- | - | - | - | -- | -- | --- |
| Irak     | 3   | 3 | 0 | 0 | 8  | 0  | 6   |
| Jordanië | 3   | 2 | 0 | 1 | 5  | 5  | 4   |
| Bahrein  | 3   | 1 | 0 | 2 | 5  | 4  | 2   |
| Ceylon   | 3   | 0 | 0 | 3 | 1  | 10 | 0   |

|                                     |      |       |        |         |
| 13 december 1971 «onderlinge duels» | Irak | 5 – 0 | Ceylon | Koeweit |
| 13 december 1971 «onderlinge duels» |      |       |        | Koeweit |

|                                     |          |       |         |         |
| 13 december 1971 «onderlinge duels» | Jordanië | 3 – 2 | Bahrein | Koeweit |
| 13 december 1971 «onderlinge duels» |          |       |         | Koeweit |

|                                     |      |       |         |         |
| 15 december 1971 «onderlinge duels» | Irak | 1 – 0 | Bahrein | Koeweit |
| 15 december 1971 «onderlinge duels» |      |       |         | Koeweit |

|                                     |          |       |        |         |
| 16 december 1971 «onderlinge duels» | Jordanië | 2 – 1 | Ceylon | Koeweit |
| 16 december 1971 «onderlinge duels» |          |       |        | Koeweit |

|                                     |      |       |          |         |
| 18 december 1971 «onderlinge duels» | Irak | 2 – 0 | Jordanië | Koeweit |
| 18 december 1971 «onderlinge duels» |      |       |          | Koeweit |

|                                     |         |       |        |         |
| 20 december 1971 «onderlinge duels» | Bahrein | 3 – 0 | Ceylon | Koeweit |
| 20 december 1971 «onderlinge duels» |         |       |        | Koeweit |

Groep 2B
| Land    | Wed | W | G | V | DV | DT | Ptn |
| ------- | --- | - | - | - | -- | -- | --- |
| Koeweit | 2   | 1 | 1 | 0 | 3  | 2  | 3   |
| Libanon | 2   | 1 | 0 | 1 | 3  | 3  | 2   |
| Syrië   | 2   | 0 | 1 | 1 | 4  | 5  | 1   |

|                                     |           |       |         |         |
| 14 december 1971 «onderlinge duels» | Koeweit   | 1 – 0 | Libanon | Koeweit |
| 14 december 1971 «onderlinge duels» | Khalaf –' |       |         | Koeweit |

|                                     |                      |       |           |         |
| 17 december 1971 «onderlinge duels» | Koeweit              | 2 – 2 | Syrië     | Koeweit |
| 17 december 1971 «onderlinge duels» | Khalaf –' Ibrahim –' |       | – –' – –' | Koeweit |

|                                     |         |       |       |        |
| 19 december 1971 «onderlinge duels» | Libanon | 3 – 2 | Syrië | Kuwait |
| 19 december 1971 «onderlinge duels» |         |       |       | Kuwait |

Halve Finale
|                                     |                          |       |          |         |
| 21 december 1971 «onderlinge duels» | Koeweit                  | 2 – 0 | Jordanië | Koeweit |
| 21 december 1971 «onderlinge duels» | Al Khashram –' Khalaf –' |       |          | Koeweit |

|                                     |      |       |         |         |
| 22 december 1971 «onderlinge duels» | Irak | 4 – 1 | Libanon | Koeweit |
| 22 december 1971 «onderlinge duels» |      |       |         | Koeweit |

3de/4de plaats
|                                     |         |       |          |         |
| 24 december 1971 «onderlinge duels» | Libanon | 2 – 0 | Jordanië | Koeweit |
| 24 december 1971 «onderlinge duels» |         |       |          | Koeweit |

Finale
|                                     |      |       |         |         |
| 24 december 1971 «onderlinge duels» | Irak | 1 – 0 | Koeweit | Koeweit |
| 24 december 1971 «onderlinge duels» |      |       |         | Koeweit |

Irak en Koeweit gekwalificeerd voor het hoofdtoernooi.

### Groep 3
Zuid-Korea kwalificeerde zich door de terugtrekking van  Japan,  Chinees Taipei en  Filipijnen.

## Gekwalificeerde landen
| Land           | Aantal deelnames | Huidig aantal deelnames op rij | Vorige deelname |
| -------------- | ---------------- | ------------------------------ | --------------- |
| Iran (t)       | 2de              | 2                              | 1968            |
| Irak           | 1ste             | 1                              | -               |
| Khmerrepubliek | 1ste             | 1                              | -               |
| Koeweit        | 1ste             | 1                              | -               |
| Thailand (g)   | 1ste             | 1                              | -               |
| Zuid-Korea     | 4de              | 1                              | 1964            |

- (g) = gastland
- (t) = titelverdediger

## Stadion
| Bangkok            | · Bangkok |
| ------------------ | --------- |
| National Stadium   | · Bangkok |
| Capaciteit: 26.000 | · Bangkok |
|                    | · Bangkok |

## Voorronde
|                               |                                        |       |                         |                                               |
| 7 mei 1972 «onderlinge duels» | Zuid-Korea                             | 0 – 0 | Irak                    | National Stadium, Bangkok Toeschouwers: 2.000 |
| 7 mei 1972 «onderlinge duels» |                                        |       |                         | National Stadium, Bangkok Toeschouwers: 2.000 |
| 7 mei 1972 «onderlinge duels» | Strafschoppen                          |       |                         | National Stadium, Bangkok Toeschouwers: 2.000 |
| 7 mei 1972 «onderlinge duels» | Cha Bum-kun Hwang Jae-Man Park Su-Deok | 2 – 4 | Aziz Noori Kadhim Fathi | National Stadium, Bangkok Toeschouwers: 2.000 |

Irak neemt plaats in groep A.
Zuid-Korea neemt plaats in groep B.
|                               |                        |       |                |                                                                                         |
| 7 mei 1972 «onderlinge duels» | Iran                   | 2 – 0 | Khmerrepubliek | National Stadium, Bangkok Toeschouwers: 2.000 Scheidsrechter: Kim Jo-Wong (South Korea) |
| 7 mei 1972 «onderlinge duels» | Kalani 45' Iranpak 51' |       |                | National Stadium, Bangkok Toeschouwers: 2.000 Scheidsrechter: Kim Jo-Wong (South Korea) |

Iran neemt plaats in groep A.
Khmerrepubliek neemt plaats in groep B.
|                               |          |                        |         |                           |
| 8 mei 1972 «onderlinge duels» | Thailand | 0 – 2                  | Koeweit | National Stadium, Bangkok |
| 8 mei 1972 «onderlinge duels» |          | Khalaf 42' Marzouq 87' |         | National Stadium, Bangkok |

Thailand neemt plaats in groep A.
Koeweit neemt plaats in groep B.

## Groepsfase

### Groep A
| Land     | Wed | W | G | V | DV | DT | Ptn |
| -------- | --- | - | - | - | -- | -- | --- |
| Iran     | 2   | 2 | 0 | 0 | 6  | 2  | 4   |
| Thailand | 2   | 0 | 1 | 1 | 3  | 4  | 1   |
| Irak     | 2   | 0 | 1 | 1 | 1  | 4  | 1   |

|                               |                      |       |      |                                                                                     |
| 9 mei 1972 «onderlinge duels» | Iran                 | 3 – 0 | Irak | National Stadium, Bangkok Toeschouwers: 5.000 Scheidsrechter: Sivapalan Kathiravale |
| 9 mei 1972 «onderlinge duels» | Kalani 34', 70', 78' |       |      | National Stadium, Bangkok Toeschouwers: 5.000 Scheidsrechter: Sivapalan Kathiravale |

|                                |                |       |           |                           |
| 11 mei 1972 «onderlinge duels» | Thailand       | 1 – 1 | Irak      | National Stadium, Bangkok |
| 11 mei 1972 «onderlinge duels» | Meelarpkit 57' |       | Yousif 6' | National Stadium, Bangkok |

|                                |                        |       |                       |                                                                        |
| 13 mei 1972 «onderlinge duels» | Thailand               | 2 – 3 | Iran                  | National Stadium, Bangkok Toeschouwers: 25.000 Scheidsrechter: Matolzi |
| 13 mei 1972 «onderlinge duels» | Tantariyanond 69', 70' |       | Jabbari 80', 86', 88' | National Stadium, Bangkok Toeschouwers: 25.000 Scheidsrechter: Matolzi |

### Groep B
| Land           | Wed | W | G | V | DV | DT | Ptn |
| -------------- | --- | - | - | - | -- | -- | --- |
| Zuid-Korea     | 2   | 1 | 0 | 1 | 5  | 3  | 2   |
| Khmerrepubliek | 2   | 1 | 0 | 1 | 5  | 4  | 2   |
| Koeweit        | 2   | 1 | 0 | 1 | 2  | 5  | 2   |

|                                |                                                                     |       |                  |                           |
| 10 mei 1972 «onderlinge duels» | Zuid-Korea                                                          | 4 – 1 | Khmerrepubliek   | National Stadium, Bangkok |
| 10 mei 1972 «onderlinge duels» | Park Su-Deok 37' Lee Hoi-Taek 59' Cha Bum-kun 69' Park Lee-Chun 78' |       | Doeur Sokhom 82' | National Stadium, Bangkok |

|                                |                         |       |                         |                           |
| 12 mei 1972 «onderlinge duels» | Zuid-Korea              | 1 – 2 | Koeweit                 | National Stadium, Bangkok |
| 12 mei 1972 «onderlinge duels» | Park Lee-Chun 2' (pen.) |       | Sultan 25' Duraiham 73' | National Stadium, Bangkok |

|                                |                                                                   |       |         |                           |
| 14 mei 1972 «onderlinge duels» | Khmerrepubliek                                                    | 4 – 0 | Koeweit | National Stadium, Bangkok |
| 14 mei 1972 «onderlinge duels» | Doeur Sokhom 23' Sok Sun Hean 56' Tes Sean 59' Sea Cheng Eang 80' |       |         | National Stadium, Bangkok |

## Knockoutfase
|  | halve finale     | halve finale     |   |                  | finale           | finale |
|  |                  |                  |   |                  |                  |        |
|  | 16 mei – Bangkok |                  |   |                  |                  |        |
|  | Iran             | 2                |   |                  |                  |        |
|  | Khmerrepubliek   | 1                |   |                  |                  |        |
|  |                  |                  |   |                  |                  |        |
|  |                  |                  |   |                  | 19 mei – Bangkok |        |
|  |                  |                  |   |                  | Iran             | 2      |
|  |                  | Zuid-Korea       | 1 |                  |                  |        |
|  |                  |                  |   |                  |                  |        |
|  |                  |                  |   |                  | derde plaats     |        |
|  | 17 mei – Bangkok | 17 mei – Bangkok |   | 19 mei – Bangkok | 19 mei – Bangkok |        |
|  | Zuid-Korea       | 1 (2)            |   | Khmerrepubliek   | 2 (3)            |        |
|  | Thailand         | 1 (1)            |   |                  | Thailand         | 2 (5)  |

### Halve Finale
|                                |                              |       |                  |                                                                        |
| 16 mei 1972 «onderlinge duels» | Iran                         | 2 – 1 | Khmerrepubliek   | National Stadium, Bangkok Toeschouwers: 2.000 Scheidsrechter: Matolozi |
| 16 mei 1972 «onderlinge duels» | Iranpak 13' Ghelichkhani 47' |       | Doeur Sokhom 18' | National Stadium, Bangkok Toeschouwers: 2.000 Scheidsrechter: Matolozi |

|                                |                    |       |                   |                           |
| 17 mei 1972 «onderlinge duels» | Zuid-Korea         | 1 – 1 | Thailand          | National Stadium, Bangkok |
| 17 mei 1972 «onderlinge duels» | Park Lee-Chun 115' |       | Tantariyanond 98' | National Stadium, Bangkok |
| 17 mei 1972 «onderlinge duels» | Strafschoppen      |       |                   | National Stadium, Bangkok |
| 17 mei 1972 «onderlinge duels» | 2 – 1              |       |                   | National Stadium, Bangkok |

### 3/4de plaats
|                                |                |       |          |                           |
| 19 mei 1972 «onderlinge duels» | Khmerrepubliek | 2 – 2 | Thailand | National Stadium, Bangkok |
| 19 mei 1972 «onderlinge duels» |                |       |          | National Stadium, Bangkok |
| 19 mei 1972 «onderlinge duels» | Strafschoppen  |       |          | National Stadium, Bangkok |
| 19 mei 1972 «onderlinge duels» | 3 – 5          |       |          | National Stadium, Bangkok |

### Finale
|                                |                         |       |                   |                                                                                      |
| 19 mei 1972 «onderlinge duels» | Iran                    | 2 – 1 | Zuid-Korea        | National Stadium, Bangkok Toeschouwers: 15.000 Scheidsrechter: Sivapalan Kathiravale |
| 19 mei 1972 «onderlinge duels» | Jabbari 48' Kalani 108' |       | Park Lee-Chun 65' | National Stadium, Bangkok Toeschouwers: 15.000 Scheidsrechter: Sivapalan Kathiravale |

| Winnaar Azië Cup 1972 |
| --------------------- |
|                       |
| IRAN 2de titel        |

## Eindstand
| Plaats                         | Land           | GW | Win | Gel | Ver | DV | DT | +/− | Pnt |
| ------------------------------ | -------------- | -- | --- | --- | --- | -- | -- | --- | --- |
| 1                              | Iran           | 5  | 5   | 0   | 0   | 12 | 4  | +8  | 10  |
| 2                              | Zuid-Korea     | 5  | 1   | 2   | 2   | 7  | 6  | +1  | 4   |
| 3                              | Thailand       | 5  | 0   | 3   | 2   | 6  | 9  | −3  | 3   |
| 4                              | Khmerrepubliek | 5  | 1   | 1   | 3   | 8  | 10 | −2  | 3   |
| Uitgeschakeld in de groepsfase |                |    |     |     |     |    |    |     |     |
| 5                              | Koeweit        | 3  | 2   | 0   | 1   | 4  | 5  | −1  | 4   |
| 6                              | Irak           | 3  | 0   | 2   | 1   | 1  | 4  | −3  | 2   |

## Doelpuntenmakers
5 doelpunten
- Hossein Kalani

4 doelpunten
- Ali Jabbari
- Park Lee-Chun

3 doelpunten
- Doeur Sokhom
- Prapon Tantariyanond

2 doelpunten
- Safar Iranpak

1 doelpunt
- Parviz Ghelichkhani
- Ammo Yousif
- Khmerrepubliek
- Khmerrepubliek
- Sea Cheng Eang
- Sok Sun Hean

- Tes Sean
- Fayez Marzouq
- Ibrahim Duraiham
- Jawad Khalaf
- Mohammad Sultan
- Cha Bum-kun

- Lee Hoi-Taek
- Park Su-Deok
- Supakit Meelarpkit